# Jelena Anatoljewna Sadoroschnaja
Jelena Anatoljewna Sadoroschnaja (russisch Елена Анатольевна Задорожная, engl. Transkription Yelena Zadorozhnaya; * 3. Dezember 1977 in Ust-Kut) ist eine russische Mittelstrecken-, Langstrecken- und Hindernisläuferin.

## Leben
2001 gewann sie über 3000 m Bronze bei den Hallenweltmeisterschaften in Lissabon und wurde Sechste über 5000 m bei den Weltmeisterschaften in Edmonton. 2002 gewann sie über 5000 m Bronze bei den Europameisterschaften in München. Im Jahr darauf wurde sie über 1500 m Achte und über 5000 m Vierte bei den Weltmeisterschaften in Paris/Saint-Denis, und bei den Hallenweltmeisterschaften 2004 in Budapest belegte sie den sechsten Platz.
Bei den Olympischen Spielen in Athen wurde sie als schnellste nicht-afrikanische Läuferin Vierte über 5000 m. 2005 startete sie bei den Weltmeisterschaften in Helsinki über 3000 m Hindernis und wurde Sechste.
Nach einer zweijährigen Wettkampfpause qualifizierte sie sich 2008 für die Olympischen Spiele 2008 in Peking, erreichte aber im Vorlauf nicht das Ziel.
2009 wechselte sie zum Straßenlauf, wurde Siebte beim Berliner Halbmarathon und siegte beim Kasseler Citylauf sowie beim Silvesterlauf Trier.
Jelena Sadoroschnaja lebt in Irkutsk, gehört der russischen Armee an und wird von Alexandr Sapunov trainiert.

## Persönliche Bestzeiten
- 800 m: 2:02,31 min, 14. August 1999, Zagreb
- 1500 m: 3:59,94 min, 16. August 2002, Zürich
  - Halle: 4:06,61 min, 19. Februar 2004, Moskau
- 1 Meile: 4:21,57 min, 6. Juni 2004, Tula
- 2000 m (Halle): 5:40,95 min, 7. Januar 2008, Jekaterinburg
- 3000 m: 8:25,40 min, 29. Juni 2001, Rom
  - Halle: 8:40,15 min, 10. März 2001, Lissabon
- 5000 m: 14:40,47 min, 24. Juni 2001, Bremen
- Halbmarathon: 1:15:46 h, 5. April 2009, Berlin
- 3000 m Hindernis: 9:32,41 min, 9. September 2005, Monaco